# Josef Ježek (poslanec, 1949)
Josef Ježek (* 9. prosince 1949 Opočno) je český politik, člen Občanské demokratické strany, koncem 90. let 20. století a v první dekádě 21. století poslanec Poslanecké sněmovny za Královéhradecký kraj.

## Vzdělání, profese a rodina
Maturoval v oboru pozemní stavby na SPŠ stavební v Náchodě. V letech 1969–1981 pracoval na Městském národním výboru v Rychnově nad Kněžnou, poté byl zaměstnán u České spořitelny, v roce 1992 se stal OSVČ v oblasti realit a poradenské činnosti. Mezi lety 2002–2006 působil v několika představenstvech zdravotnických zařízení (Opočenská nemocniční a.s., Oblastní nemocnice Rychnov nad Kněžnou a.s.). Je ženatý, má dvě děti.

## Politická kariéra
V senátních volbách 1996 kandidoval v senátním obvodu č. 48 – Rychnov nad Kněžnou za ODS do senátu, avšak ve druhém kole jej porazil křesťanský demokrat František Bartoš díky zisku 53,34 % hlasů.
Ve volbách v roce 1998 byl zvolen do poslanecké sněmovny za ODS (volební obvod Východočeský kraj). Ve sněmovně setrval do voleb v roce 2002. Byl členem sněmovního výboru pro vědu, vzdělání, kulturu, mládež a tělovýchovu. Do sněmovny se po čtyřleté proluce vrátil ve volbách v roce 2006. Zde působil do voleb v roce 2010. Byl členem výboru pro vědu, vzdělání, kulturu, mládež a tělovýchovu a výboru pro veřejnou správu a regionální rozvoj.